# MasterChef Junior Polska
MasterChef Junior – polski kulinarny program telewizyjny typu reality show oparty na brytyjskim formacie o tej samej nazwie emitowany w latach 2016–2023 na antenie TVN.

## Charakterystyka programu
Celem programu jest wyłonienie talentów spośród amatorów kuchni w wieku od 8 do 13 lat. Spośród 40 kandydatów walczących o tytuł Mistrza Kuchni Juniorów jury wybiera kilkanaście osób, które przechodzą do zasadniczego etapu konkursu. W kolejnych odcinkach uczestnicy są systematycznie eliminowani. Nagrodą główną dla zwycięzcy programu jest 15 000 złotych oraz dwutygodniowa wycieczka o wartości 40 000 złotych. 

## Jurorzy
| Juror           | Edycja | Edycja | Edycja | Edycja | Edycja | Edycja | Edycja | Edycja |
| Juror           | 1      | 2      | 3      | 4      | 5      | 6      | 7      | 8      |
| --------------- | ------ | ------ | ------ | ------ | ------ | ------ | ------ | ------ |
| Tomasz Jakubiak |        |        |        |        |        |        | ●      | ●      |
| Michel Moran    | ●      | ●      | ●      | ●      | ●      | ●      | ●      | ●      |
| Anna Starmach   | ●      | ●      | ●      | ●      | ●      | ●      | ●      | ●      |
| Mateusz Gessler | ●      | ●      | ●      | ●      | ●      | ●      |        |        |

## Wyniki

### Pierwsza edycja (2016)
| Miejsce | Uczestnik            |
| ------- | -------------------- |
| 1.      | Natalia Paździor     |
| 2.      | Jakub Tomaszczyk     |
| 3.      | Zuzanna Harapkiewicz |
| 3.      | Karol Labuda         |
| 5.      | Luiza Baaziz         |
| 5.      | Mateusz Truszkiewicz |
| 7.      | Aleksander Dąbrowski |
| 7.      | Bartosz Kulik        |
| 9.      | Amelia Gardaś        |
| 9.      | Daria Kuczwalska     |
| 11.     | Michał Grząśko       |
| 11.     | Kaja Kołodziej       |
| 13.     | Małgorzata Kocińska  |
| 13.     | Maria Poproch        |

### Druga edycja (2017)
| Miejsce | Uczestnik          |
| ------- | ------------------ |
| 1.      | Julia Cymbaluk     |
| 2.      | Zofia Zaborowska   |
| 3.      | Patryk Piskorz     |
| 3.      | Bruno Pluciński    |
| 5.      | Mateusz Biernat    |
| 5.      | Joanna Krajniak    |
| 7.      | Antonina Kozyra    |
| 7.      | Lena Walewska      |
| 9.      | Jakub Mędrala      |
| 9.      | Jacek Nowiński     |
| 11.     | Iga Kawczak        |
| 11.     | Karol Migdałek     |
| 13.     | Patryk Konieczniak |
| 13.     | Wiktoria Miłosz    |
| 13.     | Olivia Tomaszewska |

### Trzecia edycja (2018)
| Miejsce | Uczestnik              |
| ------- | ---------------------- |
| 1.      | Bartosz Kwiecień       |
| 2.      | Anika Ćwiek            |
| 3.      | Hanna Kandora          |
| 3.      | Mateusz Steć           |
| 5.      | Stanisław Baumiller    |
| 5.      | Anastazja Czyż         |
| 7.      | Zuzanna Bula           |
| 7.      | Katsiaryna Svirydzenka |
| 9.      | Stefania Jankielewicz  |
| 9.      | Mateusz Oleksa         |
| 11.     | Norbert Borowski       |
| 11.     | Gabriela Kwitkowska    |
| 13.     | Pola Hirsch            |
| 13.     | Jakub Ożóg             |
| 13.     | Maja Tokarska          |

### Czwarta edycja (2019)
| Miejsce | Uczestnik          |
| ------- | ------------------ |
| 1.      | Paulina Foremny    |
| 2.      | Aleksander Multan  |
| 2.      | Jakub Nowak        |
| 4.      | Helena Korwek      |
| 4.      | Nikola Stępień     |
| 6.      | Julia Misiak       |
| 6.      | Jan Zatorski       |
| 8.      | Lena Król          |
| 8.      | Natalia Tokarska   |
| 10.     | Michalina Powolna  |
| 10.     | Jan Sowiński       |
| 12.     | Aleksandra Gurba   |
| 12.     | Michał Lis         |
| 14.     | Mikołaj Cienkosz   |
| 14.     | Oskar Leśniewski   |
| 14.     | Weronika Studnicka |

### Piąta edycja (2020)
| Miejsce | Uczestnik            |
| ------- | -------------------- |
| 1.      | Gaja Suchocka        |
| 2.      | Franciszek Lorenc    |
| 2.      | Sonia Rudolf         |
| 4.      | Aleksandra Gądek     |
| 4.      | Mateusz Książko      |
| 4.      | Natalia Tokarska     |
| 7.      | Arnold Kulmagambetow |
| 7.      | Wiktor Przysiężny    |
| 9.      | Liliana Jarocka      |
| 9.      | Julia Roszkowska     |
| 11.     | Antonina Barcicka    |
| 11.     | Jakub Paliś          |
| 13.     | Karolina Downar      |
| 13.     | Maja Leonard         |

### Szósta edycja (2021)
| Miejsce | Uczestnik            |
| ------- | -------------------- |
| 1.      | Jagoda Łaganowska    |
| 2.      | Kazimierz Józefowicz |
| 2.      | Stanisław Zawłocki   |
| 4.      | Jakub Jaworski       |
| 4.      | Oliwia Piech         |
| 6.      | Lena Góra            |
| 6.      | Maciej Piechowiak    |
| 8.      | Dominik Kołodziej    |
| 8.      | Piotr Sobczak        |
| 10.     | Natalia Biernacka    |
| 10.     | Lena Świętońska      |
| 12.     | Lena Bereda-Łabędź   |
| 12.     | Antonina Dąbek       |
| 14.     | Zofia Marczak        |
| 14.     | Maria Żebrowska      |
| 16.     | Mikołaj Bączkowski   |
| 16.     | Marta Śmigaj         |

### Siódma edycja (2022)
| Miejsce | Uczestnik             |
| ------- | --------------------- |
| 1.      | Helena Kłobucka       |
| 2.      | Wiktoria Chmielewska  |
| 2.      | Ewa Ziemiańska        |
| 4.      | Jan Rol-Szkaradziński |
| 4.      | Tymoteusz Walko       |
| 6.      | Wojciech Czajkowski   |
| 6.      | Adam Kominek          |
| 8.      | Karolina Malinowska   |
| 8.      | Dominika Peek         |
| 10.     | Antoni Cieślik        |
| 10.     | Iga Mosiołek-Kuś      |
| 12.     | Mateusz Budzanowski   |
| 12.     | Adam Bujak            |
| 14.     | Milena Orłowska       |
| 14.     | Amelia Słupik         |
| 16.     | Martyna Daniszewska   |
| 16.     | Martyna Dziubińska    |

### Ósma edycja (2023)
| Miejsce | Uczestnik               |
| ------- | ----------------------- |
| 1.      | Ignacy Jabłoński        |
| 2.      | Kaja Ciąpała            |
| 2.      | Jakub Szafrański        |
| 4.      | Bartosz Daroń           |
| 4.      | Zofia Konarska          |
| 6.      | Emilia Dymek            |
| 6.      | Martyna Trojanowska     |
| 8.      | Mikołaj Kubacki         |
| 8.      | Kalina Sójkowska        |
| 8.      | Antoni Wasik            |
| 11.     | Julia Bednarczyk        |
| 11.     | Tymon Dressler          |
| 13.     | Kornel Mazuruk          |
| 13.     | Nadia Paździur          |
| 15.     | Gabriel Gwozdowski      |
| 15.     | Małgorzata Szczęsnowicz |

## Emisja w telewizji
| Edycja | Odcinki    | Pierwsza emisja telewizyjna (TVN) | Pierwsza emisja telewizyjna (TVN) | Pierwsza emisja telewizyjna (TVN) | Pierwsza emisja telewizyjna (TVN) | Pierwsza emisja telewizyjna (TVN) | Źródło |
| Edycja | Odcinki    | Sezon                             | Premiera                          | Finał                             | Pora emisji                       | Średnia oglądalność               | Źródło |
| ------ | ---------- | --------------------------------- | --------------------------------- | --------------------------------- | --------------------------------- | --------------------------------- | ------ |
| 1.     | 1–10 (10)  | wiosna 2016                       | 21 lutego 2016                    | 24 kwietnia 2016                  | niedziela 20.00                   | 2,854 mln                         | [ 4 ]  |
| 2.     | 11–20 (10) | wiosna 2017                       | 19 lutego 2017                    | 7 maja 2017                       | niedziela 20.00                   | 2,448 mln                         | [ 6 ]  |
| 3.     | 21–30 (10) | wiosna 2018                       | 4 marca 2018                      | 13 maja 2018                      | niedziela 20.00                   | 2,011 mln                         | [ 7 ]  |
| 4.     | 31–40 (10) | wiosna 2019                       | 3 marca 2019                      | 5 maja 2019                       | niedziela 20.00                   | 1,645 mln                         | [ 8 ]  |
| 5.     | 41–50 (10) | wiosna 2020                       | 8 marca 2020                      | 10 maja 2020                      | niedziela 20.00                   | 1,502 mln                         | [ 9 ]  |
| 6.     | 51–60 (10) | wiosna 2021                       | 7 marca 2021                      | 9 maja 2021                       | niedziela 20.00                   | 1,377 mln                         | [ 11 ] |
| 7.     | 61–70 (10) | wiosna 2022                       | 6 marca 2022                      | 15 maja 2022                      | niedziela 20.00                   | 1,068 mln                         | [ 13 ] |
| 8.     | 71–80 (10) | wiosna 2023                       | 5 marca 2023                      | 7 maja 2023                       | niedziela 20.00                   | 1,085 mln                         | [ 15 ] |